# Enrico Arrigoni
Enrico Arrigoni (pseudônimo: Frank Brand ) (Província de Milão, 20 de fevereiro de 1894 — Nova York, 7 de dezembro de 1986) foi um  anarquista individualista italo-americano, torneiro mecânico, pintor, pedreiro, dramaturgo e ativista político influenciado pelas obras de Max Stirner.

## Ativismo
Ele tomou o pseudônimo de "Brand" de um personagem fictício de uma das peças de Henrik Ibsen.
Na década de 1910 ele começou a se envolver com anarquistas e com o ativismo anti-guerra em Milano. A partir da década de 1910 e parte da década de 1920, ele participou de atividades anarquistas e revoltas populares em vários países, incluindo a Suíça, Alemanha, Hungria, Argentina e Cuba.
Ele se mudou para Nova York em 1920 e lá em 1928 editou o jornal anarquista individualista eclético Eresia. Ele também contribuiu para outras publicações anarquistas americanas, como L' Adunata dei refrattari, Cultura Obrera, Controcorrente and Intessa Libertaria. 
Durante a Guerra Civil Espanhola, viajou para a Espanha e foi lutar com os anarquistas, mas acabou sendo preso e foi ajudado em sua libertação por Emma Goldman. Retornando aos Estados Unidos Arrigoni foi por muitos anos membro do 'Clube do Livro Libertário em Nova York'.  Ele vivia nos EUA como imigrante ilegal.
Durante os anos 1960 ele ajudou anarquistas cubanos que estavam sofrendo a repressão do recém-criado regime marxista-leninista de Fidel Castro. Junto com o exilado cubano anarquista Manuel Ferro eles começaram uma campanha de esclarecimento na própria Itália. Eles se voltaram para o periódico anarquista italiano mais importante, "Umanita Nova" (Nova Humanidade), a publicação oficial da Federazione Anarchica Italiana, com a ideia de contrabalançar a influência inegável do L' Adunata dei refrattari na comunidade anarquista ítalo-americano, e mais especialmente em responder uma série de artigos pró-revolução cubana publicados semanalmente por Armando Borghi. Umanita Nova recusou-se a publicar artigos de Ferro (traduzido por Arrigoni), dizendo que não queria criar uma polêmica. 
Arrigoni acusou a direção do periódico de serem a soldo dos comunistas, e eles finalmente publicaram as respostas de Ferro à Borghi. Alguns meses mais tarde, Borghi, ignorando os pontos levantados por Ferro, publicou uma nova defesa do castrismo em L'Adunata, mas desta vez o Umanita Nova se recusou a publicar a resposta de Ferro.
Arrigoni também traduziu artigos escritos por Ferro que foram publicados na imprensa anarquista da França, Itália, México e Argentina, mas de acordo com Ferro, Na maioria de nossos ambientes [estes artigos] foram recebidas com desagrado, devido ao "entusiasmo" com que a Revolução Cubana tinha sido recebida em si. Mas anarquistas em diversos outros lugares se uniram à causa libertária cubana apoiando Enrico Arrigoni. Em Buenos Aires, o periódico Reconstruir, cuja editora, Colectivo, totalmente identificou-se com os anarquistas cubanos, publicou todas as obras de Ferro.
Ele morreu em Nova York, em 07 de dezembro de 1986, aos 90 anos de idade.
O escritor anarquista americano Hakim Bey em 1991 falou sobre Arrigoni desta forma: 
 "Assim como os Stirnerianos italianos, que nos influenciaram através do nosso saudoso amigo Enrico Arrigoni, nós apoiamos todas as correntes anti-autoritárias apesar de suas aparentes contradições".

## Obra
- O pesadelo totalitário  - The totalitarian nightmare (1975)
- A loucura do Superman  - The lunacy of the Superman (1977)
- Aventuras no país dos monólitos  - Adventures in the country of the monoliths (1981)
- Liberdade: meu sonho - Freedom: my dream primeiro publicado pelo 'Clube do Livro Libertário' em 1937, reeditado pela 'Imprensa Mundo Ocidental' em 1986, e pela 'LBC Livros'; em março de 2012,[5]